# Хохбаум, Фридрих
Фридрих Хохбаум (нем. Friedrich Hochbaum; 7 августа 1894 — 28 января 1955) — немецкий офицер, участник Первой и Второй мировых войн, генерал пехоты, кавалер Рыцарского креста с Дубовыми листьями.

## Начало военной карьеры
В мае 1913 года поступил на военную службу фанен-юнкером (кандидат в офицеры), в гренадерский полк.

## Первая мировая война
С 10 августа 1914 года — лейтенант. В ноябре 1914 года — тяжело ранен. С марта 1915 года — командовал пехотной ротой. С марта 1916 года — на штабных должностях. В июне 1918 года — вновь ранен. За время войны награждён Железными крестами обеих степеней.

## Между мировыми войнами
В 1919 году служил на германо-польской границе в Силезии. За бои против поляков награждён орденом Орла. Продолжил службу в рейхсвере.
К началу Второй мировой войны — в штабе 2-го армейского корпуса, подполковник.

## Вторая мировая война
С августа 1940 года — командир 253-го пехотного полка. С декабря 1940 года — полковник.
С 22 июня 1941 года — участвовал в германо-советской войне. Бои в Белоруссии, награждён планками к Железным крестам обеих степеней (повторное награждение).
В апреле 1942 года — награждён Золотым немецким крестом. С ноября 1942 года — командир 34-й пехотной дивизии (в районе Юхнова). С декабря 1942 года — генерал-майор.
С июля 1943 года — генерал-лейтенант. В августе 1943 года — награждён Рыцарским крестом Железного креста (за бои в районе Брянска).
В июне 1944 года — награждён Дубовыми листьями к Рыцарскому кресту, назначен командующим 18-м горным корпусом (в районе Мурманска). С сентября 1944 года — в звании генерала пехоты.
9 мая 1945 года — взят в советский плен в Восточной Пруссии на косе Фрише Нерунг.

## После войны
Умер в советском плену 28 января 1955 года. Похоронен на кладбище в Чернцах.

## Награды
- Железный крест (1914) 2-го класса (10 октября 1914) (Королевство Пруссия)
- Железный крест (1914) 1-го класса (5 августа 1915)
- Орден Саксен-Эрнестинского дома рыцарский крест 2-го класса с мечами
- Нагрудный знак «За ранение» (1918) чёрный (Германская империя)
- Почётный крест Первой мировой войны 1914/1918 с мечами (1934)
- Пряжка к Железному кресту (1939) 2-го класса (3 июля 1941)
- Пряжка к Железному кресту (1939) 1-го класса (21 августа 1941)
- Медаль «За зимнюю кампанию на Востоке 1941/42»
- Нагрудный штурмовой пехотный знак
- Немецкий крест в золоте (25 апреля 1942)
- Рыцарский крест Железного креста с дубовыми листьями
  - рыцарский крест (22 августа 1943)
  - дубовые листья (№486) (4 июня 1944)
- Упоминание в Вермахтберихт (14 февраля 1944, 12 марта 1944)